# سیفلوترین
سیفلوترین (به انگلیسی: Cyfluthrin) یک ترکیب شیمیایی با شناسه پاب‌کم ۵۰۱۵۳ است. که جرم مولی آن ۴۳۴٫۲۸۸ g/mol می‌باشد. 